# Лебедзе (Мазовецьке воєводство)
Лебедзе (пол. Lebiedzie) — село в Польщі, у гміні Стердинь Соколовського повіту Мазовецького воєводства.
Населення — 384 особи (2011).
У 1975-1998 роках село належало до Седлецького воєводства.

## Демографія
Демографічна структура станом на 31 березня 2011 року:
|          | Загалом | Допрацездатний вік | Працездатний вік | Постпрацездатний вік |
| -------- | ------- | ------------------ | ---------------- | -------------------- |
| Чоловіки | 197     | 29                 | 141              | 27                   |
| Жінки    | 187     | 36                 | 106              | 45                   |
| Разом    | 384     | 65                 | 247              | 72                   |